# نادين ناوس
نادين ناوس هي مخرجة وكاتبة سيناريوهات وممثلة فلسطينية لبنانية ولدت في عام 1974، تعيش وتعمل في فرنسا.

## الأعمال

### الإخراج
- 2010: لقطات
- 2007: كل فلسطين
- 2014: المنزل السعيد

### كتابة السيناريوهات
- 2012: تراث هيام عباس (مرحلة ما بعد الإنتاج) (مع علاء حليحل (السيناريو الأصلي)، هيام عباس، وغازي ألبوليوي)
- 2010: لقطات
- 2009:P.O.V. (سلسلة تلفزيونية)(التكيف)

### التمثيل
- 2008: أنثى ثعبان ماري هيليا (ليلى)
- 1999: في الوقت المناسب لو كاستيل (فيلم قصير)

## روابط خارجية
- نادين ناوس على موقع IMDb (الإنجليزية)
- نادين ناوس على موقع ألو سيني (الفرنسية)
- نادين ناوس على موقع أول موفي (الإنجليزية)
- نادين ناوس على موقع كينوبويسك (الروسية)

- قاعدة بيانات الأفلام على الإنترنت
- http://www.unifrance.org/annuaires/personne/349668/nadine-naous